# 石孟康
石孟康（1402年—？），字孟康，浙江台州府天台縣人，明朝政治人物。進士出身。

## 生平
浙江鄉試第九名。宣德五年（1430年）丁丑科會試第五十一名，殿試登進士第三甲第十一名。

## 家族
曾祖石惟善。祖父石彥昭。父亲石永明。